# Atlanti elegyes erdők
Az atlanti elegyes erdők ökorégió Nyugat-Európában található, az Atlanti-óceán és az Északi-tenger partvidékét követő síkság őshonos élővilágát foglalja magába. A mérsékelt övi lombhullató és elegyes erdők biomjához tartozik. Területe 386 140 km², délen Franciaországban kezdődik, majd Belgiumon, Hollandián és Németországon keresztül egészen Dániáig húzódik. Az ökorégió természetvédelmi státusza kritikus/veszélyeztetett, egykor kiterjedt erdői mára csaknem teljesen elpusztultak az emberi tevékenység hatására.

## Jellemzői
A terület nagy része lapos alföldekből áll, csak Bretagne területén vált át a domborzat dombságba. Az éghajlatot elsősorban az Atlanti-óceán felől érkező meleg és nedves légtömegek határozzák meg, az éves középhőmérséklet északon 9, délen 12 C°, az éves csapadékmennyiség pedig 700 és 1000 mm között változik.

### Flóra
Az atlanti elegyes erdők utolsó természetes vagy természetközeli élőhelyeinek többsége a szűk partmenti sávban koncentrálódik, ahol homokdűnék kísérik a tengerpartot. Az egyik legfontosabb ilyen helyszín a Franciaország délnyugati részé található, 240 km hosszú Les Landes dűnesora, amelyet a tengerparti fenyő természetes és ültetett állományai borítanak. A homokos tengerparti területek növényvilága gazdag és 11 endemikus fajnak is otthont ad, ezek közül a legismertebb a Hieracium eriophorum, amely sűrű, fehér szálakból álló szőrével alkalmazkodott a körülményekhez. Az erdők pusztulásával sok helyen másodlagos fenyéres vegetáció alakult ki, amelynek jellemző fajai a gall sünzanót (Ulex gallii), a csarab és a hanga.

A szárazföld belsejének uralkodó növénytársulásai az elegyes tölgyerdők, amelyeknek jellemző fafajtái a kocsányos tölgy, a közönséges nyír és az európai bükk. A délebbi területeken megjelennek a kocsánytalan tölgy és a molyhos tölgy példányai is az erdőalkotó fák között.

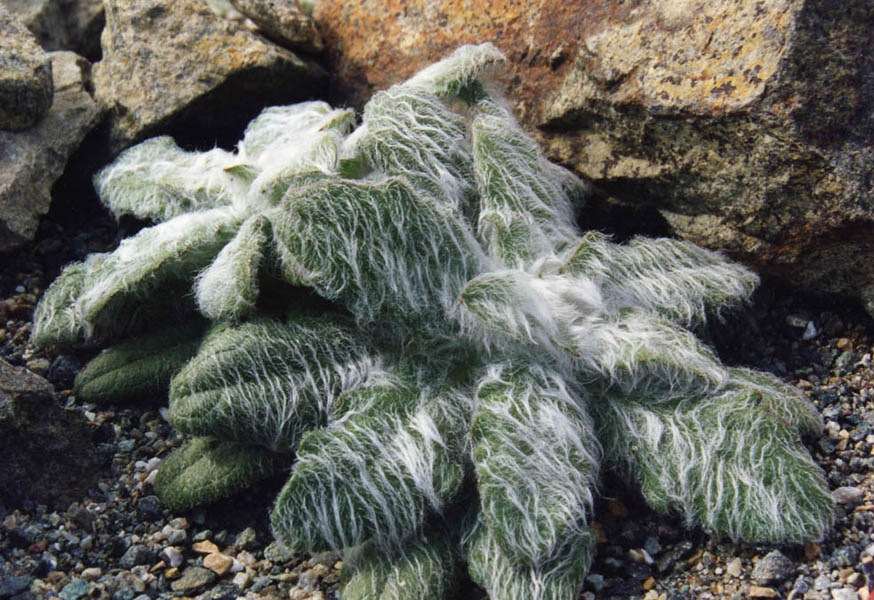
Hieracium eriophorum
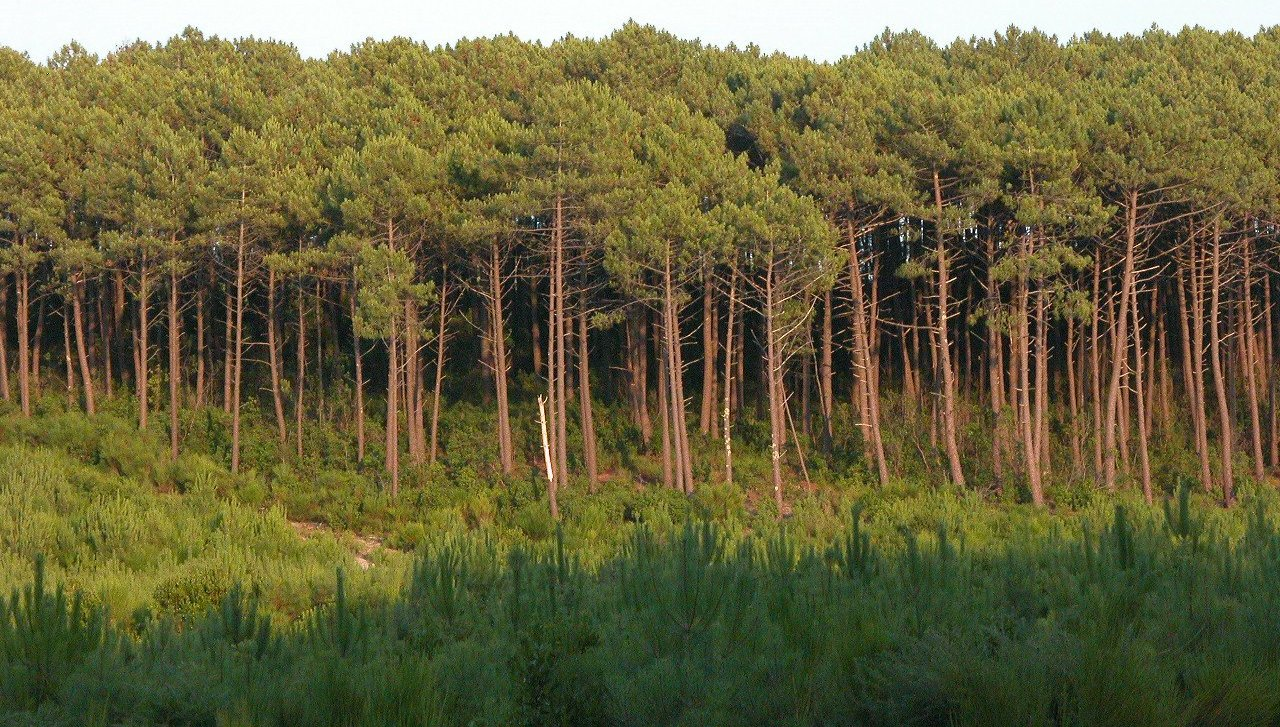
Tengerparti fenyő erdő a Landes dűnesoránál
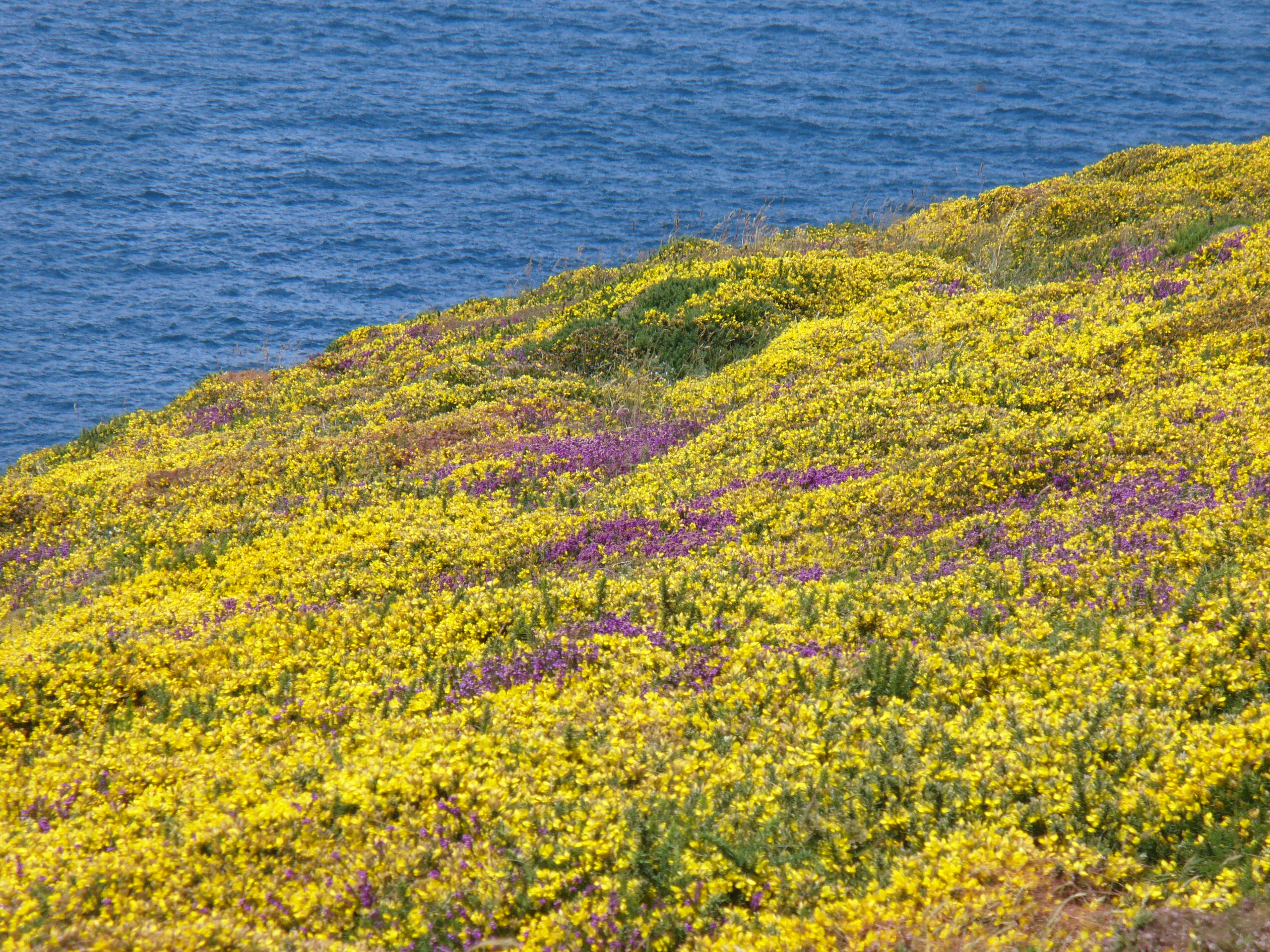
Gall sünzanót mező Franciaországban
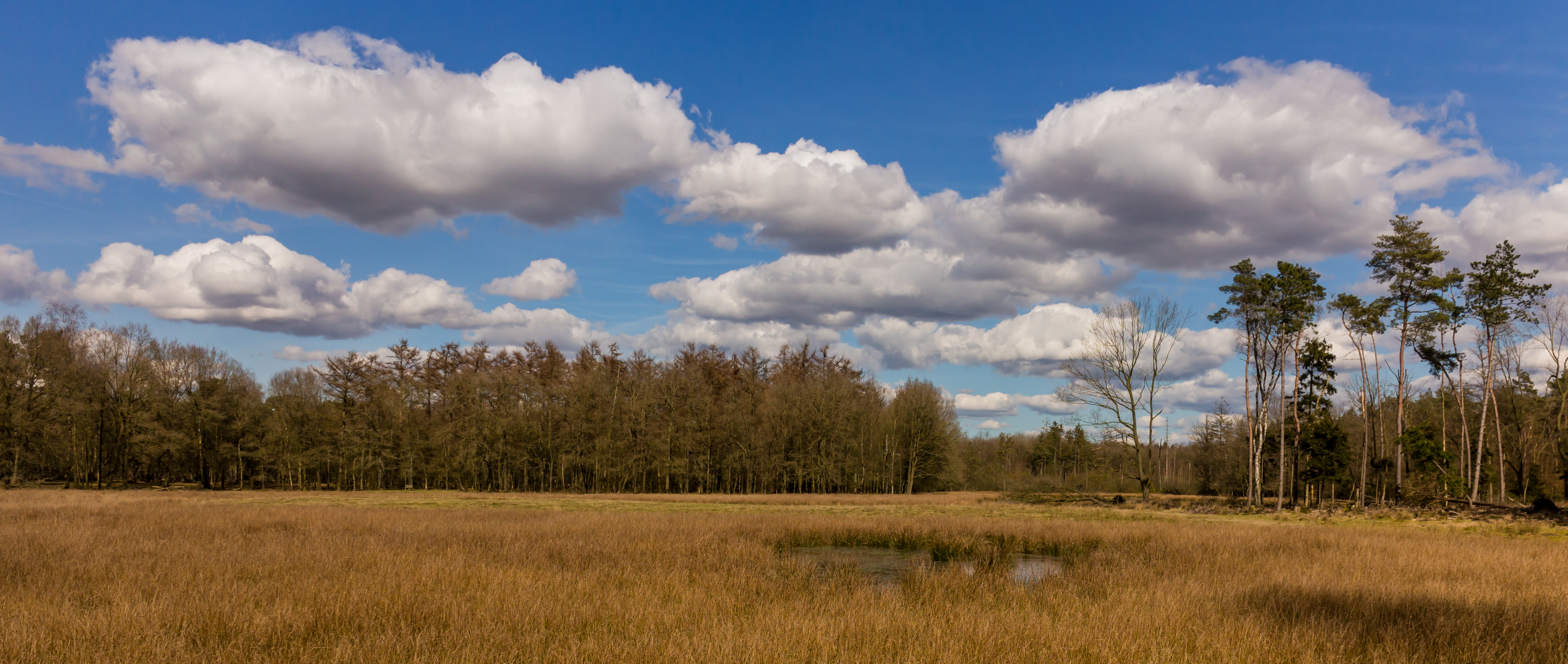
Mocsaras élőhely a hollandiai Drents-Friese Wold Nemzeti Parkban

### Fauna
Az ökorégió emlősfaunája főként az egész európai kontinensen elterjedt fajokból áll: ilyen a gímszarvas (Cervus elaphus), a dámszarvas (Dama dama), az őz (Capreolus capreolus), a borz (Meles meles), a nyest (Martes foina) és a nyuszt (Martes martes). Az ökorégióban élő emlősfajok közül több is szerepel a Természetvédelmi Világszövetség vörös listáján, köztük a vidra (Lutra lutra), az európai nyérc (Mustela lutreola) és több denevérfaj is: a kereknyergű patkósdenevér (Rhinolophus euryale), a kis patkósdenevér (Rhinolophus hipposideros), a nyugati piszedenevér (Barbastella barbastellus), a nagyfülű denevér (Myotis bechsteini), a tavi denevér (Myotis dasycneme) és a csonkafülű denevér (Myotis emarginatus).

A terület gazdag madárvilággal rendelkezik, különösen a tengerparti és mocsaras régiókban, egyedül Hollandiában több mint 440 fajt jegyeztek föl. Ezek közé tartozik a fenyegetett státuszú kerti sármány, a böjti réce, a sárszalonka, a széki lile, a sordély és a pettyes vízicsibe. További jelentős madárfajok a nyaktekercs, a tövisszúró gébics, a nádi tücsökmadár, és a nádirigó is.

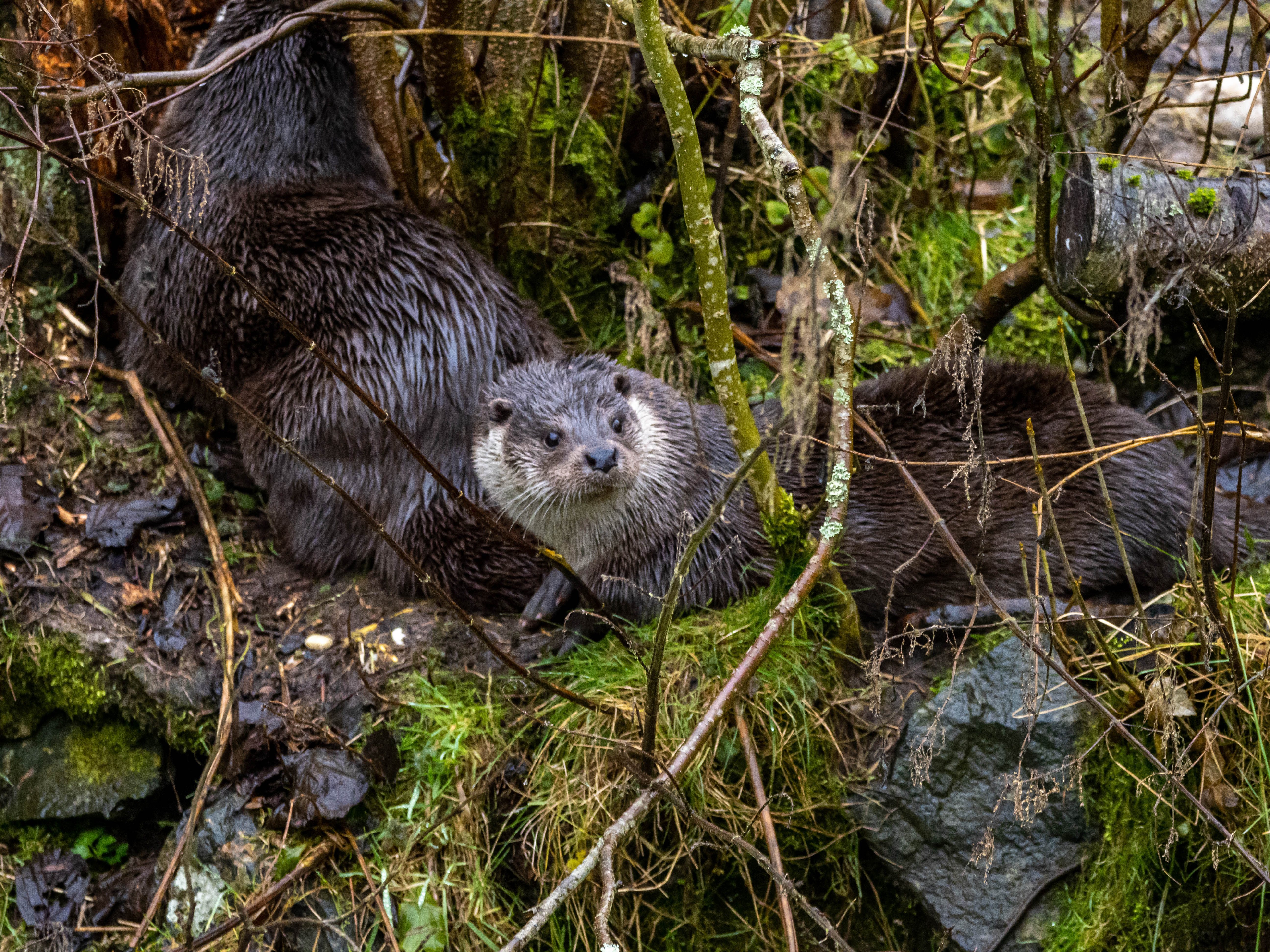
Vidra Németországban
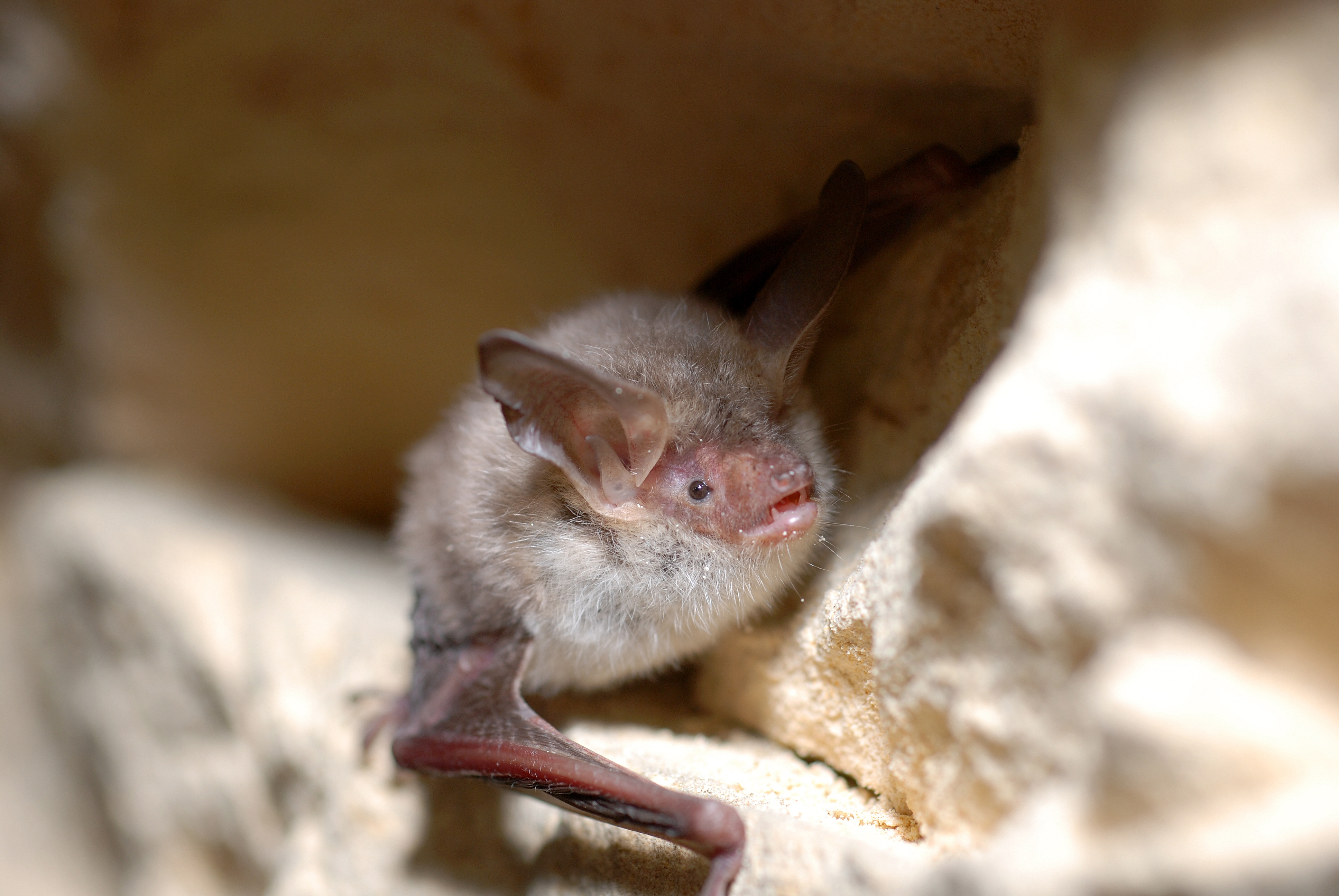
Nagyfülű denevér Belgiumban
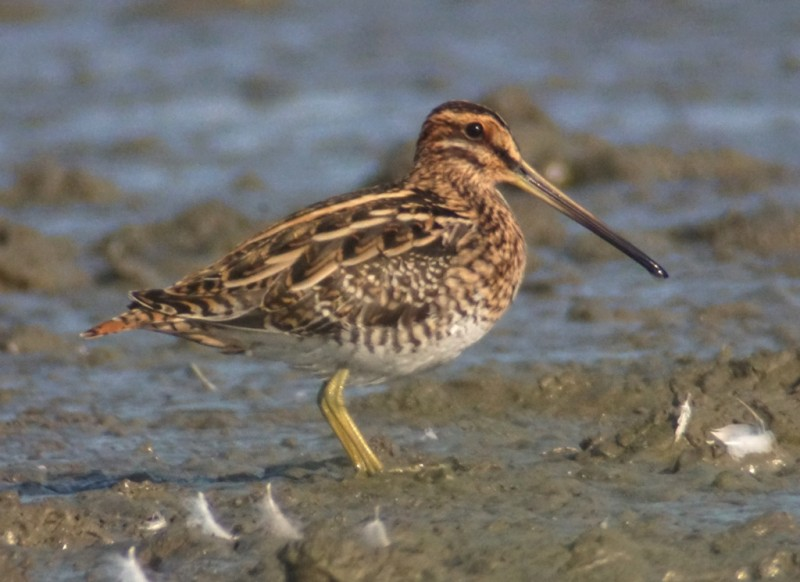
Sárszalonka Hollandiában
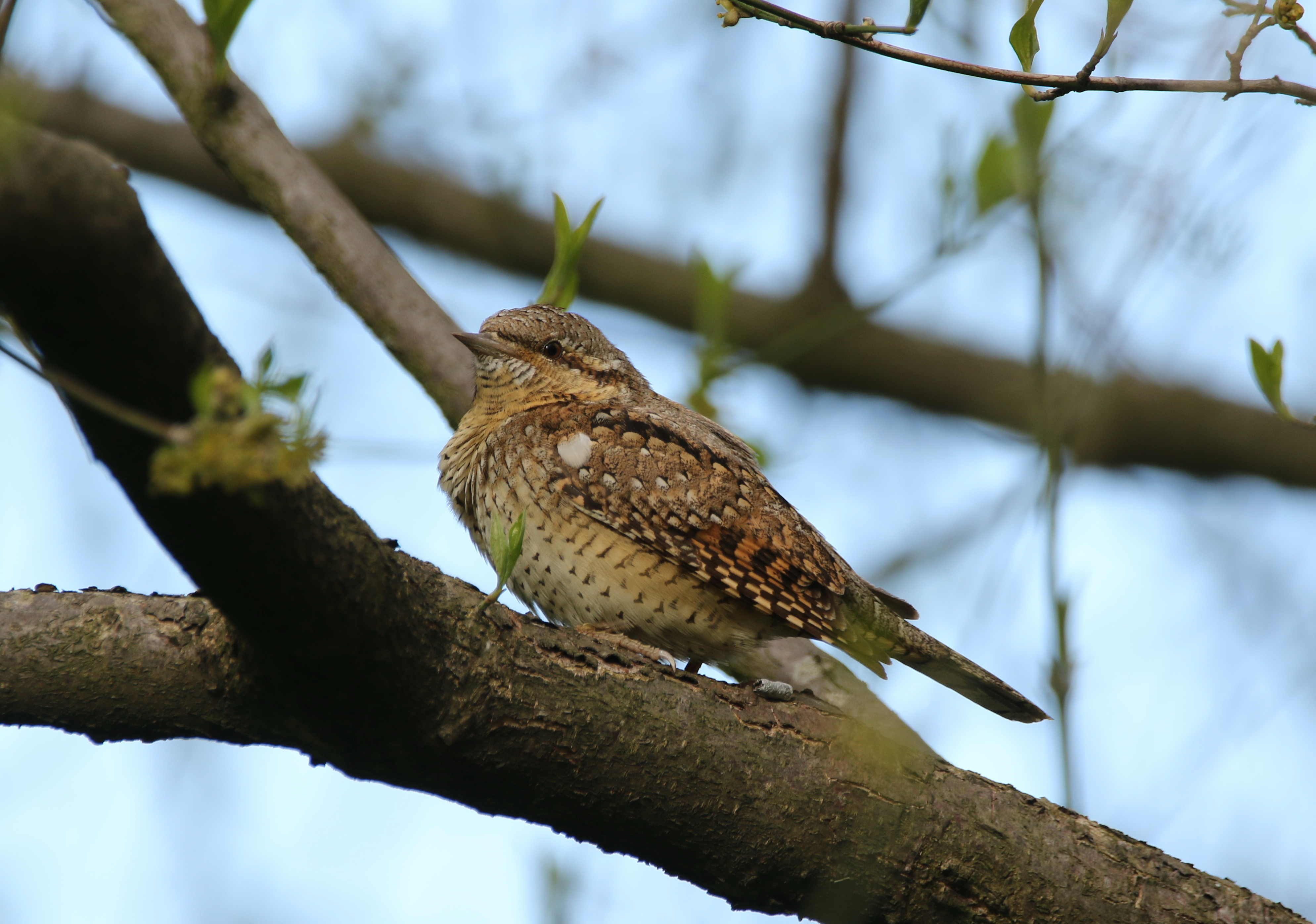
Nyaktekercs Dániában

## Természetvédelmi státusz

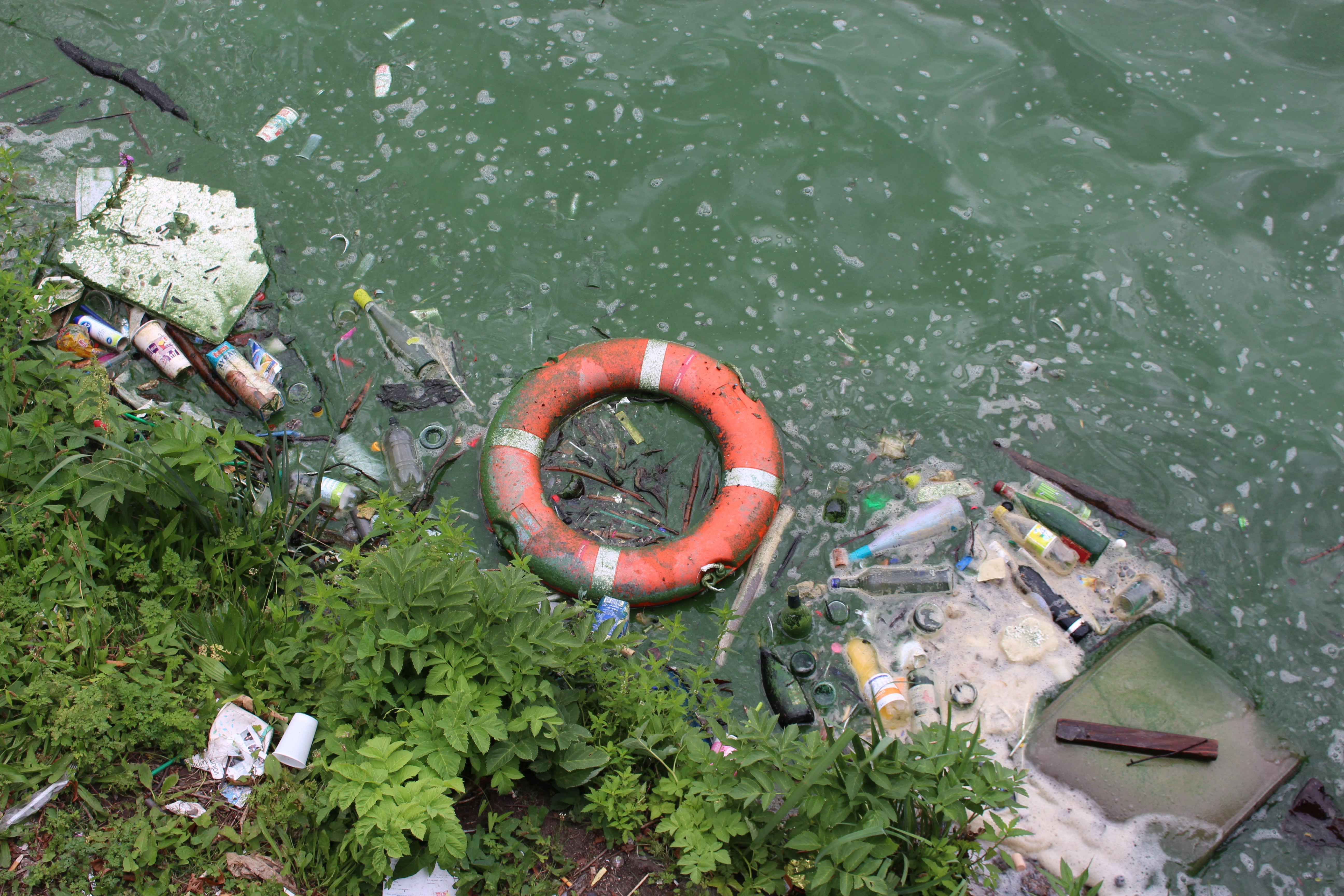
Vízszennyezés a Rajnán Hamburg mellett

Mivel az atlanti elegyes erdők talajai Nyugat-Európában a legjobbak közé tartoznak, az erdők kiírtása már nagyon hamar megkezdődött, jelenleg elsősorban árpa, kukorica, búza és cukorrépa terem a területen, az eredeti élővilág pedig csak apró, izolált foltokban maradt fönn.
Jelentős természetvédelmi törekvések vannak a gazdag madárvilág megőrzésére, a térség országai úgynevezett Fontos Madárélőhelyeket (Important Bird Areas) hoztak létre a legfontosabb területek védelmére. Ilyen, a madárvilág szempontjából kiemelt helyszínnek számít Franciaországban a Quiberon-öböl és a Molène-szigetek, Hollandiában a Watt-tenger és a Voordelta, Németországban a Rajna alsó folyása, valamint a Nissum-fjord és a Ringkobing-fjord Dániában.
A fennmaradt élőhelyeket fenyegető legfontosabb veszély jelenleg a mezőgazdasági területek további terjeszkedése. Emellett komoly károkat okoz az urbanizációval járó levegő, víz és talajszennyezés, a szárazföld belsejéből szennyezetten érkező folyók pedig a partmenti élővilágot fenyegetik. Sok helyszínen a tömegturizmus is romboló hatású.
A WWF javaslata szerint az ökorégió állapotának javításához erdősítési programokat kéne végrehajtani a homokdűnés partvidéki régiókban, fenntarthatóbb mezőgazdasági termelésre kell átállni a magas biodiverzitású helyszínek figyelembevételével és több vizes élőhely helyreállítása is szükséges.

## Szomszédos ökorégiók
Az ökorégió keleten a nyugat-európai lombos erdők ökorégiójával határos, itt a határt az óceáni jellegű fajok fokozatos eltűnése és a kontinentális fajok megjelenése jelenti, azonban nehéz pontos vonalat húzni, ugyanis a legtöbb természetes erdőt már évszázadokkal ezelőtt elpusztította az emberiség. Az atlanti elegyes erdőket északkeleten a balti elegyes erdők, délen pedig a pireneusi tűlevelű és elegyes erdők váltják föl.

## Lásd még
- Európa ökorégióinak listája